# Isola North
North (in aleutino Chihngax) è un'isola disabitata delle isole Andreanof, nell'arcipelago delle Aleutine, e appartiene all'Alaska (USA). Si trova sul lato orientale dell'ingresso della Bay of Islands, nella parte nord-ovest dell'isola Adak.